# Daishan
Daishan ⓘ (en chino, 岱山县; pinyin, Dàishān xiàn) es un condado bajo la administración directa de la ciudad-prefectura de Zhoushan. Se ubica en la provincia de Zhejiang, este de la República Popular China. Su área es de 324 km² y su población total para 2010 fue más de 200 mil habitantes.

## Administración
El condado de Daishan se divide en 7 pueblos que se administran en 6 poblados y 1 villa.